# Tsutsui Junkei

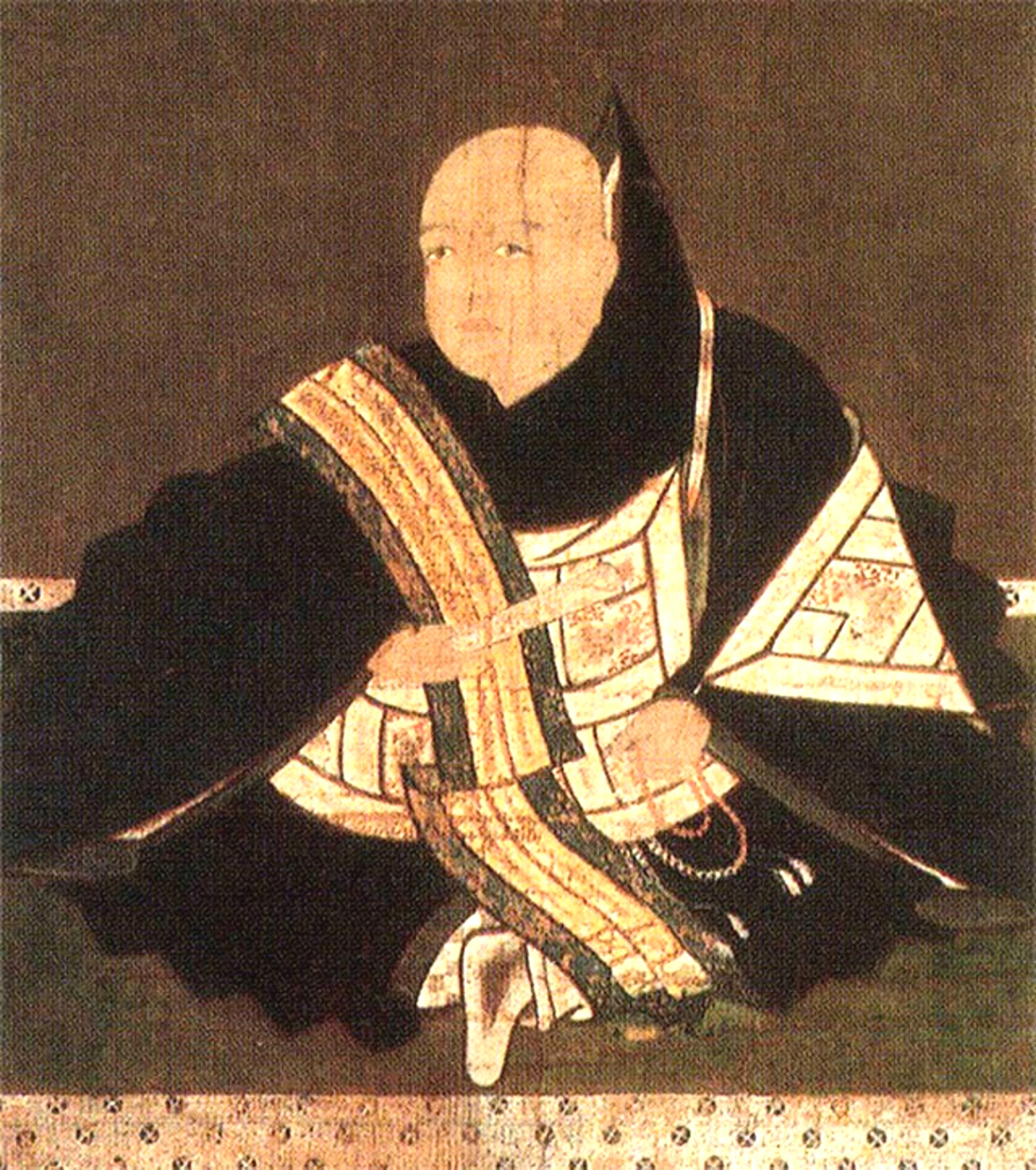
Tsutsui Junkei

Tsutsui Junkei (japanisch 筒井 順慶); (geboren 31. März 1549 auf der Burg Tsutsui (Provinz Yamato); gestorben 15. September 1584 in Kōriyama, Provinz Yamato) war ein japanischer Daimyō der Azuchi-Momoyama-Zeit.

## Leben und Wirken

### Frühe Jahre
Tsutsui Junkei, er führte auch die Vornamen Fujikatsu (藤勝) bzw. Fujimasa (藤政),  war ein Sohn von Tsutsui Junshō (筒井 順昭; 1523–1550), ein Mitglied des Tsutsui-Klans. Als er erst zwei Jahre alt war, starb sein Vater an einer Krankheit und er wurde formal das Familienoberhaupt. Ein Mitglied des Klans, Fukuzumi Munemoto (福住 宗職), übernahm in seinem Namen die politischen Angelegenheiten.
Im Jahr 1559 fiel Matsunaga Hisahide (1510–1577) von der Miyoshi-Regierung ein und baute die Burg Shigisan (信貴山城) und dann im darauffolgenden Jahr die Burg Tamon (多聞城) und kontrollierte so den größten Teil der Provinz Yamato. Tsutui musste die Burg Tsutsui verlassen in der Provinz Yamato gejagt, aber er kämpfte weiter gegen Hisahide. 1566 nannte er sich Yōshunbo Junkei (陽舜房 順慶).
Als sich die Miyoshi-Regierung spaltete, bildeten Tsutsui ein Bündnis mit dem Miyoshi-Triumvirat, um Hisahide entgegenzutreten, eroberten die Burg Tsutsui zurück und belagerten 1567 die Burg Tamon. Das Trio geriet jedoch in Konflikt mit Oda Nobunaga, der im folgenden Jahr in Kyōto einmarschierte, und auch mit Hisahide. Man nutzte Hisahides Anti-Nobunaga-Bewegung aus und erhob sich 1571, und nachdem Oda Hisahides Seite in der Schlacht um die Burg Tatsuichi (辰市城) vollständig besiegt hatte, und bei der Hisahide 1574 von Nobunaga aufgenommen und im Jahr 1576 wurde. Tsutsui wurde mit der gesamten Provinz Yamato betraut. Im folgenden Jahr besiegte er Hisahide auf der Burg Shigiyama, schloss 1578 die Befriedung des Landes ab, baute eine Burg in Kōriyama und etablierte sich als Daimyō unter der Oda-Regierung.

### Spätere Jahre
Obwohl Tsutsui während des Honnōji-Zwischenfalls 1582 von Akechi Mitsuhide (1518–1582) eingeladen wurde, sich seiner Seite anzuschließen, verließ er Kōriyama nicht und schloss sich nach der Schlacht von Yamazaki Toyotomi Hideyoshi an. Dies führte zu der weit verbreiteten Annahme, dass er den Fortschritt der Yamazakis Schlacht am Horaga-Pass (洞ヶ峠; Horage-tōge) beobachtete und die Situation ausnutzte, um dann erst sich Toyotomi anzuschließen.
Diese Geschichte, dass er sich opportunistisch in der Schlacht auf die andere Seit schlug, ist wohl ein Mythos. Unter der Toyotomi-Regierung erhielt er das Yamato-Territorium. Er beteiligte sich am Bau der Burg Ōsaka und an den Schlacht von Komaki und Nagakute, starb jedoch 1596 an einer Krankheit. Als Todesursache wird eine neurologische Magenerkrankung vermutet. Ihm folgte sein Adoptivsohn Sadatsugu (定次).
Tsutsui arbeitete hart auch als Lehrer und zeichnete sich durch Kenntnisse des Nō und Teezeremonien aus. Vieles aus seinem Besitz ist noch erhalten, darunter Schwerter, Nō-Masken, Nō-Bücher und Teeutensilien.
Zu den überlieferten Sätzen Tsutsuis gehört: „Die Wurzeln verdorren, aber wenn das Wasser im Tsutsui (= runder Brunnen) rein ist, werden die Blätter der Zeder im Herzen schweben.“